# Villa Isabela (Puerto Plata)
Villa Isabela es un municipio de la República Dominicana, que está situado en la Provincia de Puerto Plata.

## Límites
Municipios limítrofes:
|                 | Norte: Océano Atlántico |                              |
| Oeste: Guayubín |                         | Este: Luperón y Los Hidalgos |
|                 | Sur: Laguna Salada      |                              |

## Distritos municipales
Está formado por los distritos municipales de:
| Nombre        | Código   |
| ------------- | -------- |
| Villa Isabela | 01180801 |
| Estero Hondo  | 01180802 |
| La Jalba      | 01180803 |
| Gualete       | 01180804 |